# فندق‌شکن (باله)

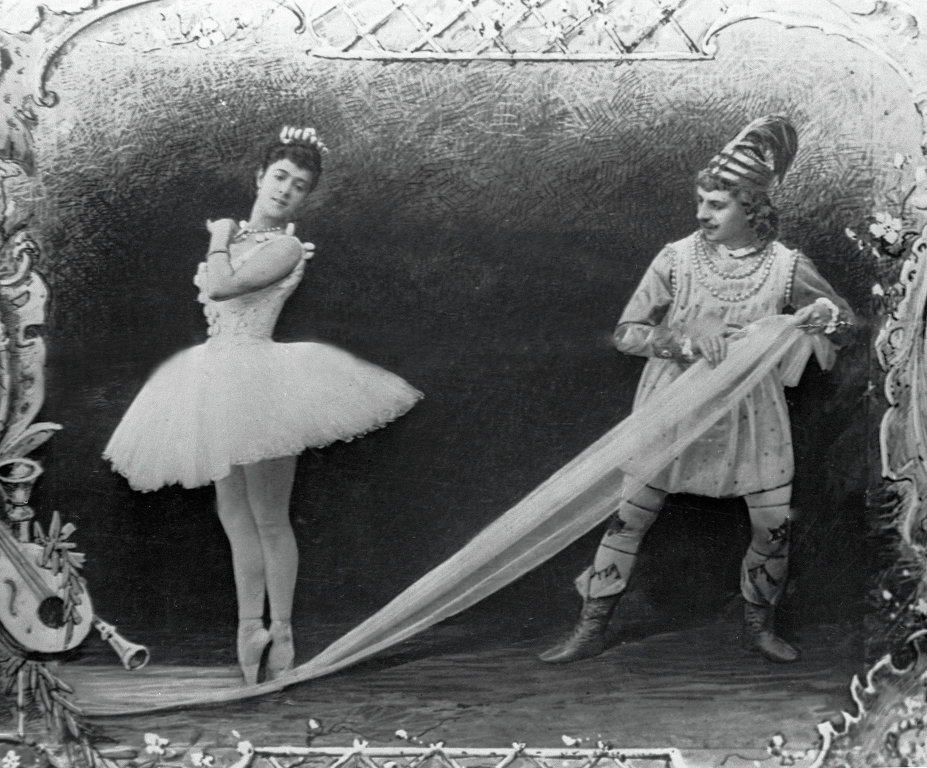
نمایش افتتاحیه باله فندق‌شکن (سن پترزبورگ، روسیه)

فَندُق‌شِکَن (به روسی: Щелкунчик) (شْچِلکونچیک) نام یک باله و یک سوییت اثر آهنگساز روس پیوتر ایلیچ چایکوفسکی است. بالهٔ فندق‌شکن هر ساله در ایام کریسمس در شهرهای بسیاری از اروپا و آمریکای شمالی اجرا می‌گردد.

## تاریخچه
ارنست هوفمان، نویسنده و شاعر آلمانی داستان «فندق‌شکن و شاه موش‌ها را در سال ۱۸۱۶ م نوشت. الکساندر دوما (پدر) نویسنده مشهور فرانسوی برداشت دیگری از این داستان را به نام «فندق‌شکن» (۱۸۴۴) نوشت که الهام بخش آهنگساز مشهور روس چایکوفسکی در نوشتن باله فندق‌شکن شد. باله فندق‌شکن برای اولین بار در سال ۱۸۹۱ در روسیه اجرا شد. در سال ۱۸۹۲ چایکوفسکی با انتخاب هشت بخش از این باله سوییت فندق‌شکن (اپرای شماره ۷۱) را نوشت. سوییت فندق‌شکن به سرعت مشهور شد، اما محبوبیت باله فندق‌شکن پس از دهه ۱۹۶۰ افزایش یافت. امروزه این باله یکی از محبوب‌ترین نمایش‌های باله در غرب است که هر ساله در ایام کریسمس اجرا می‌گردد.

## داستان

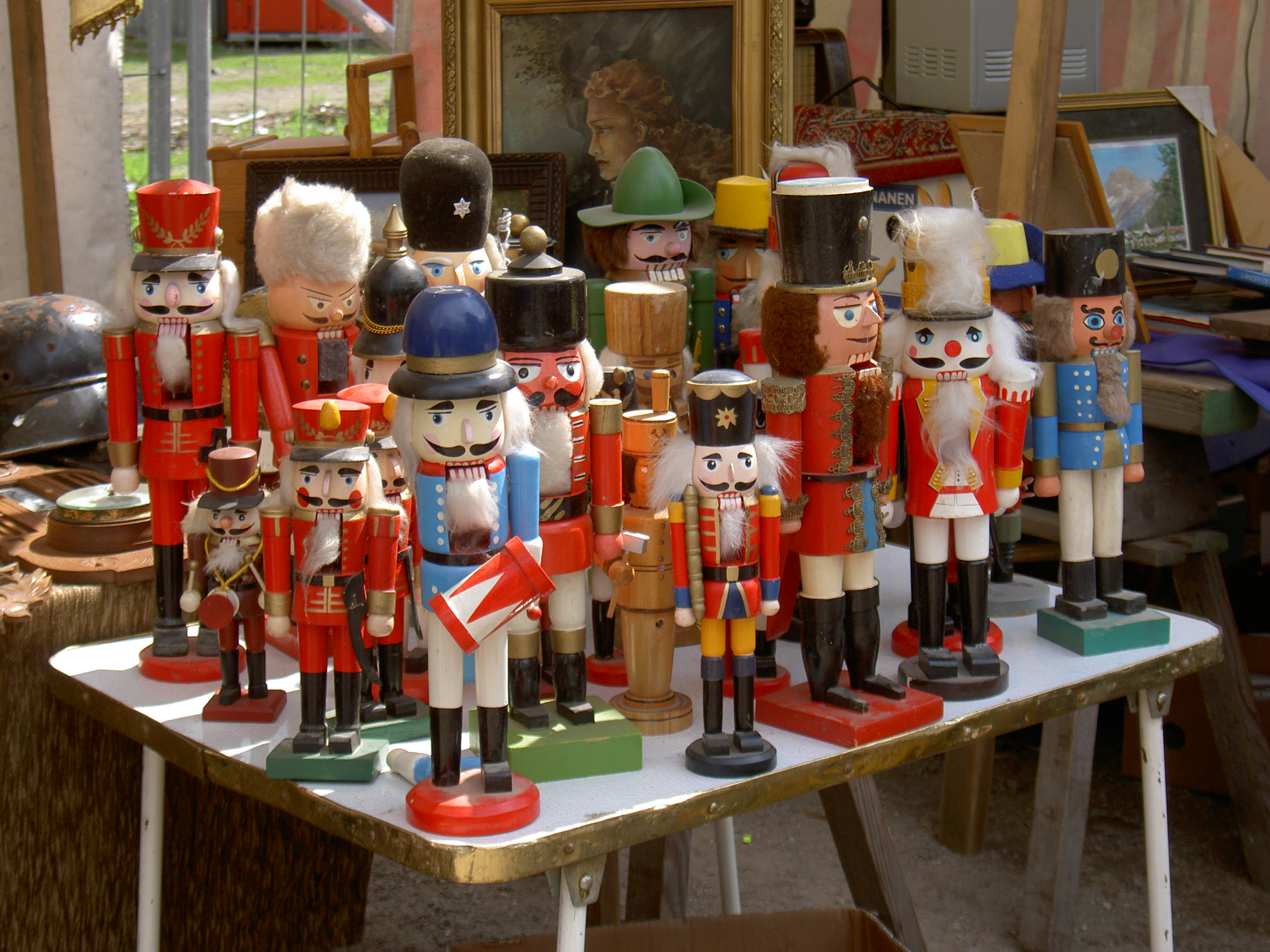
سربازان فندق‌شکن

فندق‌شکن، داستانی تخیلی از وقایعی است که برای دختربچه‌ای آلمانی به نام کلارا اتفاق می‌افتد. در برخی اجراها نام این دختر ماری است چراکه در اصل داستان هوفمان (فندق‌شکن و شاه موش‌ها) نام دختر ماری و نام عروسک او کلارا است. این داستان در دو پرده اجرا می‌شود.

### پرده اول

#### صحنهٔ اول
در شب کریسمس، همهٔ خانواده دور هم جمع شده‌اند تا درخت زیبای کریسمس را برای مهمانی تزئین کنند. پس از پایان تزئین درخت، بزرگترها بچه‌ها را صدا می‌کنند، و بچه‌ها با دیدن زیبایی درخت کریسمس حیرت‌زده می‌شوند.
مهمانی آغاز می‌شود و یک مارش نواخته می‌شود. کودکان از بزرگترها هدیه دریافت می‌کنند. ناگهان صدای زنگ ساعت دیواری بزرگ خانه، ساعت هشت را اعلام می‌کند و شخصیت مرموزی وارد خانه می‌شود. او دروسلمیر (Drosselmeyer) شعبده باز و پدرخواندهٔ کلارا است. او همچنین یک اسباب بازی ساز قهار است که و برای بچه‌ها اسباب بازی‌های گوناگونی آورده‌است، از جمله چند عروسک انسان نما که با صدای موسیقی می‌رقصند. او سپس عروسک‌ها را به کناری می‌گذارد. کلارا و برادرش فریتس از دیدن اینکه عروسک‌ها به کناری گذاشته شده‌اند ناراحت می‌شوند، ولی دروسلمیر هدیهٔ دیگری هم برای آنها دارد: یک قندق شکن چوبی خراطی شده به شکل یک مرد کوچک. بقیهٔ بچه‌ها اهمیتی به فندق‌شکن نمی‌دهند، ولی کلارا آن را بسیار دوست دارد؛ ولی فریتس در حین بازی آن را می‌شکند و کلارا را بسیار ناراحت می‌کند.
پس از مهمانی، همه به خواب رفته‌اند ولی کلارا به سالن بازمی‌گردد تا دوباره فندق‌شکنش را ببیند. هنگامی که او به اسباب بازی نزدیک می‌شود، ساعت دیواری زنگ نیمه شب را به صدا درمی‌آورد. ناگهان سالن پر از موش می‌شود و درخت کریسمس بزرگ و بزرگ‌تر می‌شود. فندق‌شکن هم بزرگ می‌شود به اندازهٔ یک انسان واقعی در می‌آید. کلارا در میان یک نبرد بین سربازان نان زنجفیلی و موشها گیر افتاده‌است. فندق‌شکن سربازان را رهبری می‌کند ولی در حین نبرد زخمی می‌شود. شاه موشها به فندق‌شکن حمله می‌کند ولی کلارا دمپایی اش را به سمت موش پرتاب می‌کند و فندق‌شکن را نجات می‌دهد.

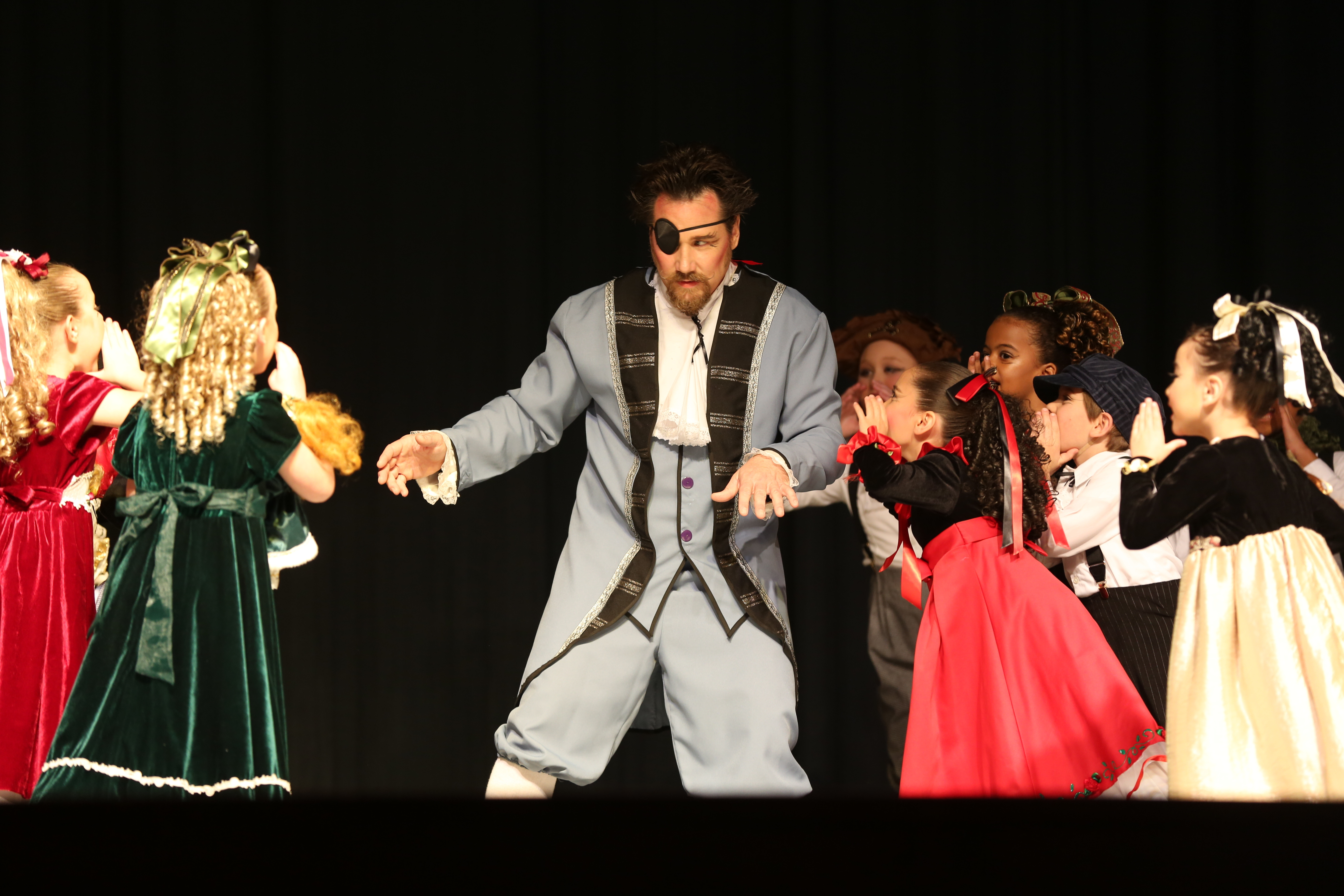
پردهٔ اول: کودکان با دروسلمیر مرموز و شعبده باز بازی می‌کنند.

#### صحنه دوم
موش‌ها عقب‌نشینی می‌کنند و فندق‌شکن به شمایل شاهزادهٔ زیبایی در می‌آید. او کلارا را با خود به یک جنگل سرو پر از برف می‌برد که در واقع سرزمین اوست.

### پرده دوم

#### صحنه اول
کلارا و شاهزاده به سرزمین زیبای شیرینی‌ها می‌روند که متعلق به پری آبنبات است و در تا زمان بازگشت کلارا در قصر شاهزاده می‌مانند. شاهزاده ماجرای حملهٔ شاه موشها و شجاعت کلارا در نجات جان او را برای پری آبنبات تعریف می‌کند. پری آبنبات برای قدردانی از کلارا برای او جشنی ترتیب می‌دهد که در آن از سرار دنیا شیرینی‌ها و خوراکی‌ها مختلف به نمایش داده می‌شوند و رقص‌های گوناگون برای او اجرا می‌شوند: شکلات از اسپانیا، قهوه از عربستان، چای از چین، و آبنبات از روسیه. همچنین چوپانان فلوت نواز از دانمارک برای آنها می‌رقصند و دختران مامان زنجبیل از زیر دامن بزرگ او بیرون می آییند و رقص کوتاهی اجرا می‌کنند. گروهی از گلها با یکدیگر والس می‌رقصند و در انتهای شب خود پری آبنبات و شوالیه اش برای کلارا می‌رقصند.
همهٔ شیرینی‌ها و مهمانان با یکدیگر یک والس زیبا را اجر می‌کنند و پس از آن پری آبنبات کلارا و شاهزاده را از تختش پایین می‌آورد. شاهزاده به کلارا تعظیم می‌کند و پری آبنبات او را برای خداحافاظی می‌بوسد. پری آنبات کلارا روی یک کالسکه که توسط گوزن‌های شمالی رانده می‌شود سوار می‌کند و در حالی که کلارا از جمع مهمانان دور می‌شود، همه برای او دست تکان می‌دهند.

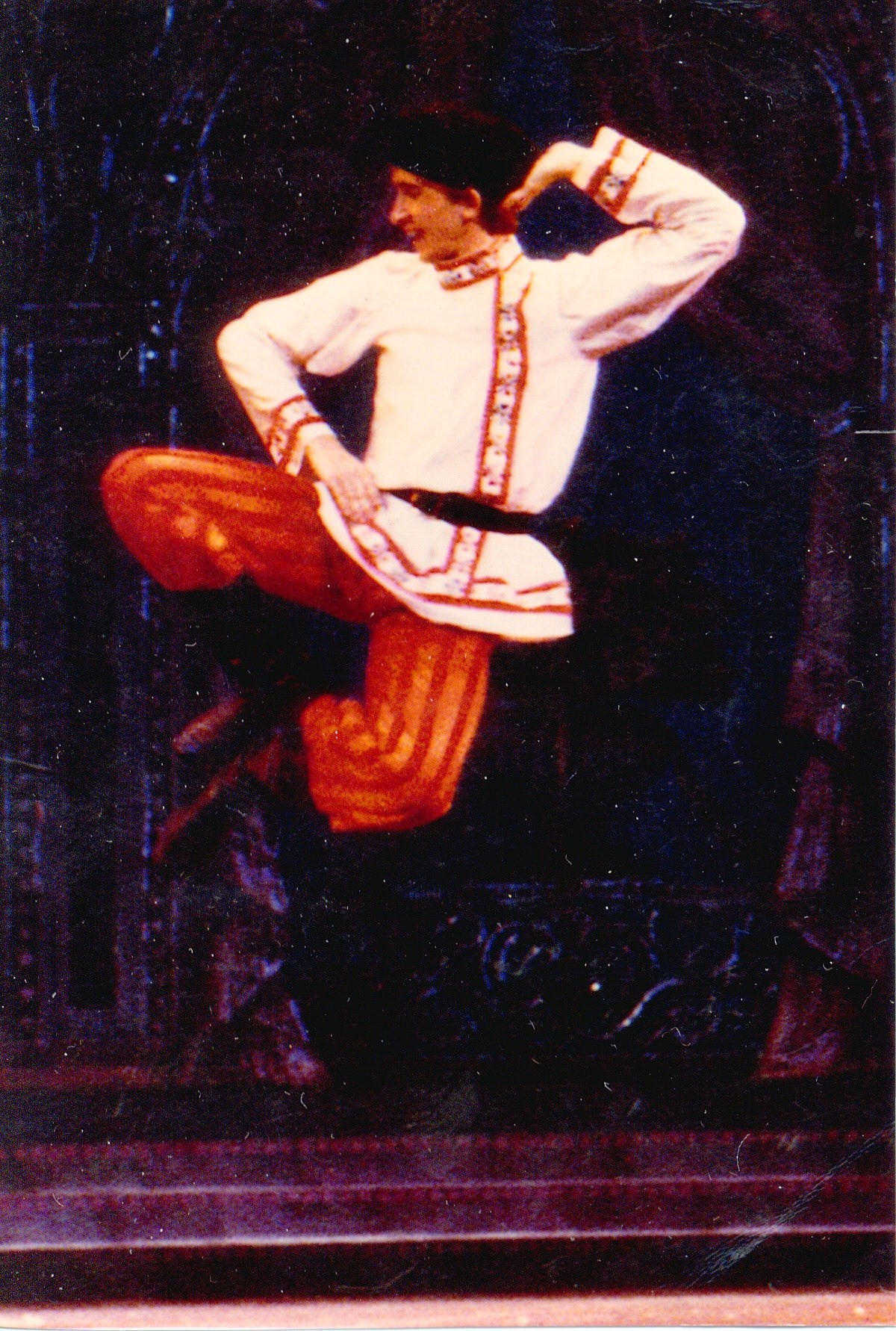
صحنه ای از رقص آبنبات روسی

همانند بالهٔ دریاچه قو، این اثر چایکوفسکی نیز در اجراهای مختلف به اشکال متفاوتی پایان یافته‌است.